# Chauncey H. Griffith

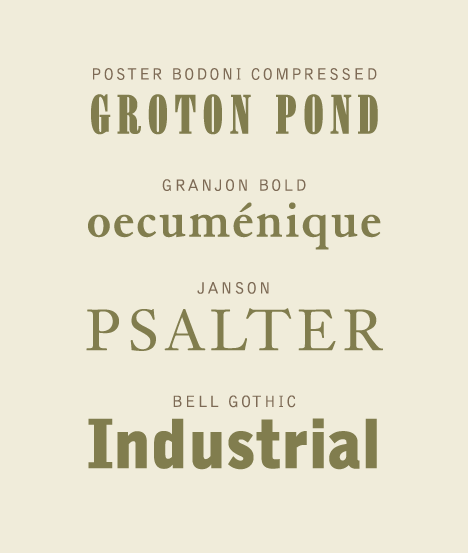
Przykłady krojów zaprojektowanych przez Chauncey H. Griffitha

Chauncey H. Griffith (ur. 1879, zm. 1956), amerykański typograf, autor wielu znanych krojów pisma. W 1906 zaczął pracę w Mergenthaler Linotype Company. Awansował tam na stanowisko wiceprezesa do spraw typografii. Blisko współpracował z Williamem Addisonem Dwigginsem i Rudolphem Ruzicką.

## Wybrane kroje zaprojektowane przez Griffitha
- Ionic, 1922–1925
- Poster Bodoni, Poster Bodoni Compressed, 1929
- Granjon, 1930
- Excelsior, 1931
- Paragon, 1935
- Bookman, 1936
- Opticon, 1935–1936
- Memphis Extra Bold, Extra Bold Italic, 1936
- Janson, 1937
- Bell Gothic, 1938
- Ryerson Condensed, 1940
- Corona, 1941
- Monticello, 1946